# Sitio de Damasco (1148)
El asedio de Damasco tuvo lugar en julio de 1148, durante la Segunda Cruzada. Su resultado fue una decisiva victoria de las fuerzas musulmanas y el fin de la cruzada. Las dos principales fuerzas que marcharon a Tierra Santa en respuesta al llamado del papa Eugenio III estaban dirigidas por Luis VII de Francia y Conrado III de Alemania. Ambas marchas resultaron un desastre en su paso por Anatolia y terminaron muy mermadas. 
Aunque el objetivo original de la cruzada era recuperar Edesa pronto fue reemplazado por la captura de Damasco, siguiendo los intereses del rey Balduino III de Jerusalén y los caballeros templarios. Tras el Concilio de Acre (24 de junio de 1148) se decidió definitivamente por atacar Damasco.
Los cruzados decidieron atacar Damasco desde el oeste, donde los huertos les proporcionarían un suministro constante de alimento. Después de haber llegado fuera de los muros de la ciudad, la que de inmediato fue puesta bajo asedio. El 27 de julio, los cruzados decidieron trasladarse a la llanura en la parte oriental de la ciudad, que era menos fortificada, pero había mucha menos comida y agua. Nur al-Din llegó con refuerzos musulmanes y le cortó la ruta de los cruzados a su posición anterior. Los señores locales cruzados se negaron a continuar con el asedio, y los tres reyes no tuvieron más remedio que abandonar la ciudad. Todo el ejército cruzado se había retirado a Jerusalén el 28 de julio.